# Tasztun
Tasztun – wieś w Armenii, w prowincji Sjunik. W 2011 roku liczyła 104 mieszkańców.